# Yosiri Urrutia
Yosiri Urrutia (ur. 26 czerwca 1986) – kolumbijska lekkoatletka specjalizująca się w skoku w dal i trójskoku.
Dwunasta zawodniczka konkursu skoku w dal podczas mistrzostw Ameryki Środkowej i Karaibów (2011). W 2013 zdobyła srebro czempionatu Ameryki Południowej w trójskoku oraz sięgnęła po dwa krążki igrzysk boliwaryjskich. Złota medalistka mistrzostw ibero-amerykańskich (2014). W 2015 zdobyła brązowy medal igrzysk panamerykańskich oraz była dziesiąta na mistrzostwach świata w Pekinie.
Rekordy życiowe: skok w dal – 6,53 (10 maja 2010, Cali); trójskok – 14,58 (18 lipca 2014, Monako).

## Osiągnięcia
| Rok  | Impreza                                  | Miejsce             | Konkurencja | Pozycja           | Wynik  |
| ---- | ---------------------------------------- | ------------------- | ----------- | ----------------- | ------ |
| 2010 | Igrzyska Ameryki Środkowej i Karaibów    | Mayagüez            | skok w dal  | 10. miejsce       | 5,84   |
| 2011 | Mistrzostwa Ameryki Środkowej i Karaibów | Mayagüez            | skok w dal  | 12. miejsce       | 5,69   |
| 2013 | Mistrzostwa Ameryki Południowej          | Cartagena de Indias | skok w dal  | 5. miejsce        | 6,36w  |
| 2013 | Mistrzostwa Ameryki Południowej          | Cartagena de Indias | trójskok    | 2. miejsce        | 13,92  |
| 2013 | Igrzyska boliwaryjskie                   | Trujillo            | skok w dal  | 3. miejsce        | 6,10w  |
| 2013 | Igrzyska boliwaryjskie                   | Trujillo            | trójskok    | 1. miejsce        | 14,08  |
| 2014 | Igrzyska Ameryki Środkowej i Karaibów    | Xalapa              | skok w dal  | 5. miejsce        | 6,13   |
| 2014 | Igrzyska Ameryki Środkowej i Karaibów    | Xalapa              | trójskok    | 3. miejsce        | 13,89  |
| 2014 | Mistrzostwa ibero-amerykańskie           | São Paulo           | trójskok    | 1. miejsce        | 14,41  |
| 2015 | Igrzyska panamerykańskie                 | Toronto             | trójskok    | 3. miejsce        | 14,38w |
| 2015 | Mistrzostwa świata                       | Pekin               | trójskok    | 10. miejsce       | 14,09  |
| 2016 | Mistrzostwa ibero-amerykańskie           | Rio de Janeiro      | trójskok    | 3. miejsce        | 13,89  |
| 2016 | Igrzyska olimpijskie                     | Rio de Janeiro      | trójskok    | el. – 20. miejsce | 13,95  |
| 2017 | Mistrzostwa Ameryki Południowej          | Asunción            | trójskok    | 3. miejsce        | 13,64w |
| 2018 | Igrzyska Ameryki Środkowej i Karaibów    | Barranquilla        | trójskok    | 2. miejsce        | 14,48w |
| 2018 | Mistrzostwa ibero-amerykańskie           | Trujillo            | trójskok    | 1. miejsce        | 14,14w |
| 2019 | Mistrzostwa Ameryki Południowej          | Lima                | skok w dal  | 7. miejsce        | 6,06   |
| 2019 | Mistrzostwa Ameryki Południowej          | Lima                | trójskok    | 1. miejsce        | 13,85  |
| 2019 | Igrzyska panamerykańskie                 | Lima                | trójskok    | 9. miejsce        | 13,35  |
| 2019 | Mistrzostwa świata                       | Doha                | trójskok    | el. – 19. miejsce | 13,77  |
| 2021 | Igrzyska olimpijskie                     | Tokio               | trójskok    | el. – 27. miejsce | 13,16  |